# ميكاه جيسي
ميكاه جيسي (بالإنجليزية: Micah Jesse)‏ هو كاتب العمود أمريكي، ولد في 19 يوليو 1986 في أتلانتا في الولايات المتحدة.